# Volksbank Schermbeck

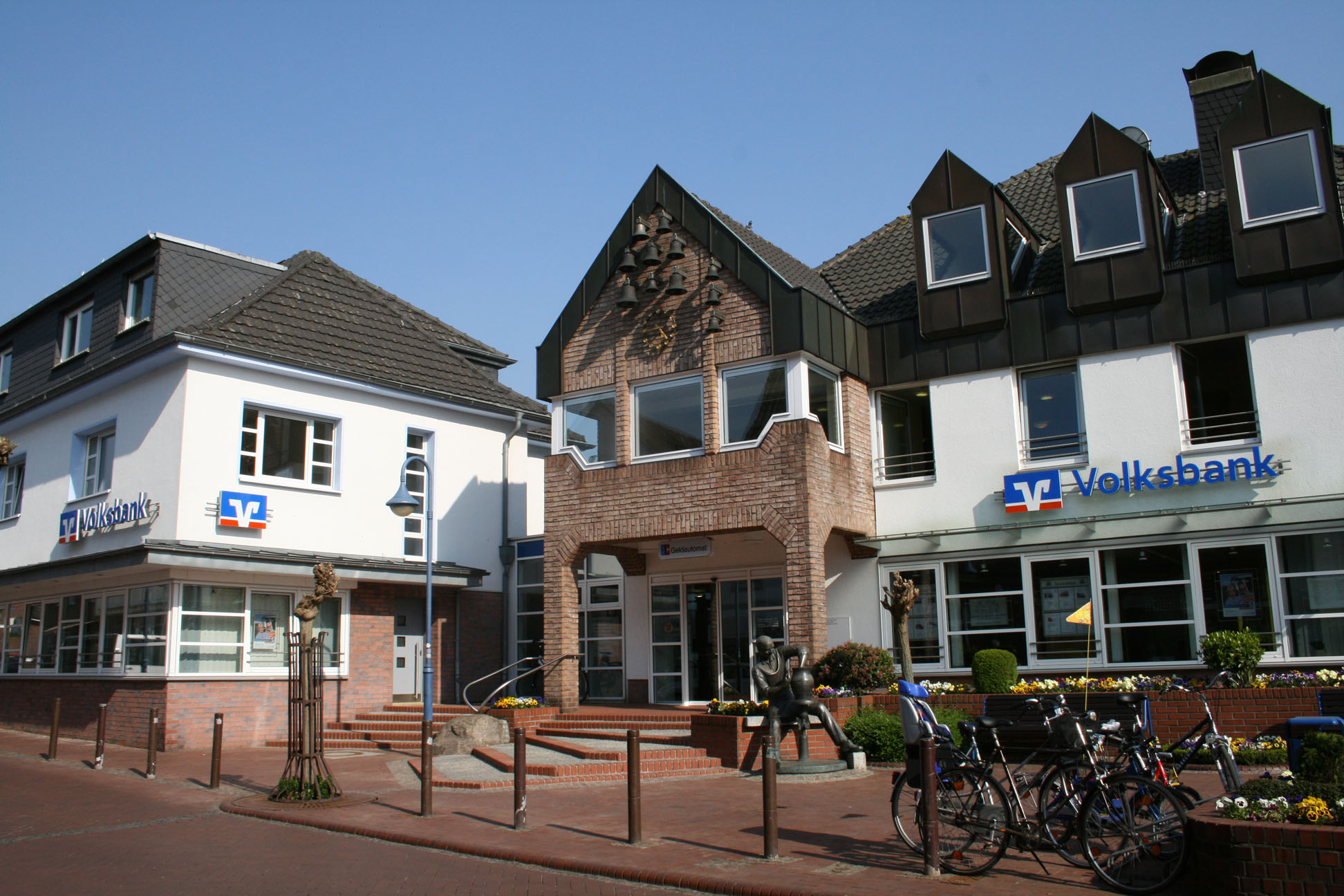
Hauptstelle der Volksbank Schermbeck (2011)

Die Volksbank Schermbeck eG ist eine deutsche Genossenschaftsbank mit Sitz in der nordrhein-westfälischen Gemeinde Schermbeck im Kreis Wesel.

## Geschichte
Am 15. März 1891 gründeten 43 Bürger aus Altschermbeck, Schermbeck, Damm, Bricht und Overbeck den Schermbecker Spar- und Darlehnskassenverein eingetragene Genossenschaft mit unbeschränkter Haftpflicht. Den Vorstand bildeten Franz Xaver Prinz, W. Spellmann-Rittmann, W. Geldermann, Wilhelm Hennewig und Joh. Bartelt sowie im Aufsichtsrat Carl Koch, W. Kemper, Heinrich Ribbekamp, B. Schulte-Wieschen und August Hackenesch. Als Rendant führte August Böckenhoff die Geschäfte.
Bis 1957 blieb die Gaststätte Menting das Geschäftslokal der Spar- und Darlehnskasse. Als am 15. März 1957 das eigene Bankgebäude an der Mittelstraße in Betrieb genommen wurde, trat auch die Maschinenbuchhaltung an die Stelle der Handbuchhaltung. Es folgten Jahre des beschleunigten Aufschwungs.
Anfang der 1960er Jahre wurde die elektronische Datenverarbeitung mit der Lochkarte eingeführt. Nach zehn Jahren im eigenen Haus wurde der erste An- und Umbau fällig, weil der zügig wachsende Geschäftsumfang in den ursprünglichen Räumen nicht zu verkraften war. 1970 wurde im seinerzeit neuen Wohngebiet Kerkerfeld eine Zweigstelle eröffnet.
Wichtigstes Ereignis der jüngeren Vergangenheit war 1988 die Fusion der  Volksbank Schermbeck e.G. mit der Volksbank Gahlen eG mit dem Sitz in Gahlen. Die ehemalige Volksbank Gahlen wurde im Jahr 1902 als Spar- und Darlehnskasse Gahlen gegründet. Sie brachte neben der Gahlener Hauptstelle eine Zweigstelle in Östrich mit ein, die 1995 geschlossen wurde.

## Rechtsverhältnisse
Die Volksbank Schermbeck eG (lt. GnR „Volksbank Schermbeck e.G.“) ist im Genossenschaftsregister beim Amtsgericht Duisburg unter GnR 235 eingetragen.

## Organisationsstruktur
Rechtsgrundlagen sind das Genossenschaftsgesetz und die durch die Vertreterversammlung beschlossene Satzung. Organe der Bank sind der Vorstand, der Aufsichtsrat und die Vertreterversammlung.

## Sicherungseinrichtung
Die Volksbank Schermbeck eG ist der amtlich anerkannten Sicherungseinrichtung des Bundesverbandes der Deutschen Volksbanken und Raiffeisenbanken GmbH und der zusätzlichen freiwilligen Sicherungseinrichtung des Bundesverbandes der Deutschen Volksbanken und Raiffeisenbanken e.V. angeschlossen. Sie gehört dem Bundesverband der Deutschen Volksbanken und Raiffeisenbanken (BVR).

## Geschäftsausrichtung
Die Volksbank Schermbeck eG betreibt das Universalbankgeschäft. Im Verbundgeschäft arbeitet sie mit der DZ Bank, R+V Versicherung, Bausparkasse Schwäbisch Hall, Teambank, VR Smart Finanz, DZ Hyp und der Union Investment zusammen.

## Geschäftsgebiet
Das Geschäftsgebiet liegt im Nordosten des Kreises Wesel an der Grenze von Ruhrgebiet, Münsterland und Niederrhein.
An diesen Orten betreibt die Bank Filialen:
- Schermbeck  (Hauptstelle, jur. Sitz + 1 Immobilienabteilung)
- Gahlen_(Schermbeck) (Geschäftsstelle)